# Hackermoos
Hackermoos ist ein Gemeindeteil der Gemeinde Hebertshausen im oberbayerischen Landkreis Dachau.

## Lage
Das Dorf liegt im Dachauer Moos und ist die südlichste Ansiedlung im Gemeindegebiet. Sie besteht aus zwei Siedlungskernen, einem westlich entlang der Badersfelder Straße und einem an der Siedlerstraße.
Der Gemeindeteil ging nach 1970 hervor aus den beiden Orten Leistbräumoos und Hackerbräumoos, beides Gemeindeteile der aufgelösten und nach Hebertshausen eingegliederten Gemeinde Ampermoching.